# Acetylgrupp

Strukturformeln för en acetylgrupp.

Acetyl eller acetylgrupp är en funktionell grupp som kan ingå i organiska föreningar. Den består av en karbonylgrupp som binder en metylgrupp. Den andra fria bindningen hos karbonylgruppen kan användas för att binda till något annat ämne: om detta är en väteatom fås en acetaldehyd (etanal), om det är en kolvätegrupp fås en keton.
Acetylgruppen ingår exempelvis i acetylsalicylsyra.